# Manuel del Valle Arévalo
Manuel del Valle Arévalo (Sevilla, 10 de noviembre de 1939-Ibidem, 26 de marzo de 2020) fue un político y abogado español. Ha sido abogado laboralista, senador andaluz por la provincia de Sevilla, primer presidente democrático de la Diputación de Sevilla y alcalde de Sevilla.

## Biografía
En sus inicios fue abogado laboralista. Luego continuó como senador electo por Sevilla desde 1979 y 1982. Entre 1979 y 1983 fue presidente de la Diputación Provincial de Sevilla, llegando a ser el primer presidente democrático de esta institución.
Fue alcalde de la ciudad de Sevilla entre el 24 de mayo de 1983 y el 30 de junio de 1991. En las elecciones de 1983 consiguió la mayoría absoluta con un total de 152 600 votos, sustituyendo en la alcaldía a Luis Uruñuela Fernández. El 30 de junio de 1987 fue reelegido, con 112 552 votos, obteniendo esta vez solo mayoría relativa y prolongándose su mandato hasta el 15 de junio de 1991. En 1991 por decisión del partido (específicamente de Alfonso Guerra, según del Valle) no fue candidato en las elecciones municipales, siendo el cabeza de lista por el PSOE Luis Yáñez, el cual pese a ser el candidato más votado no consiguió la alcaldía. Su sucesor en la jefatura municipal fue Alejandro Rojas Marcos del Partido Andalucista. 
A partir de esta fecha Manuel del Valle continuó como político pero pasó a un segundo plano dentro de su partido.

### Gestión como alcalde
Nada más hacerse cargo de la alcaldía de Sevilla, tuvo que afrontar el grave problema de la sequía. Una de las primeras medidas que adoptó fue la ampliación del corte de suministro de agua desde las 18 horas hasta las 6 de la mañana del día siguiente, en total 12 horas sin servicio. Las intensas lluvias del 3 de noviembre de 1983 solventan la situación que suponía una seria amenaza para la ciudad.
En 1984 comenzó la elaboración del nuevo PGOU (Plan general de ordenación urbana) muy necesario, si tenemos en cuenta que el anterior databa de 1964 y prácticamente no se había llevado a la práctica salvo en una mínima parte. El nuevo PGOU entró en vigor en 1987 y en él se definieron los crecimientos futuros de la ciudad, los sistemas de transporte terrestre y la conservación de los edificios de interés histórico.
Las obras del Metro comenzadas en los años 70 se paralizaron durante un larguísimo periodo, por no considerarse adecuado el antiguo proyecto en el que las líneas debían llegar al mismo centro de la ciudad en Plaza Nueva pasando para ello bajo la Catedral. El mismo Ayuntamiento lanzó una campaña publicitaria bajo el lema “El Metro un túnel sin salida”. 
En la segunda parte de su mandato, la ciudad recibió un importante caudal de inversiones del estado para financiar distintas obras de infraestructura que incluyeron rondas de circunvalación, nuevos puentes sobre el Guadalquivir, mejoras muy importantes en el transporte por ferrocarril, pues el trazado hasta entonces existente constituía un cinturón que asfixiaba el desarrollo de la ciudad, la inauguración de la nueva estación de Santa Justa punto final del AVE Madrid-Sevilla y la nueva terminal del Aeropuerto de San Pablo. Todas estas obras fueron impulsadas por la próxima celebración de la Exposición Universal de Sevilla (1992).

## Fallecimiento
En 2019, del Valle fue nombrado alcaide de los Reales Alcázares de Sevilla. El 26 de marzo de 2020, del Valle falleció a los 81 años en Sevilla, tras agravarse la leucemia que padecía.